# Nannophyopsis clara
Nannophyopsis clara is een libellensoort uit de familie van de korenbouten (Libellulidae), onderorde echte libellen (Anisoptera).
De wetenschappelijke naam Nannophyopsis clara is voor het eerst geldig gepubliceerd in 1930 door Needham.